# Кампу-Гранди (Алагоас)
Кампу-Гранди (порт. Campo Grande) — муниципалитет в Бразилии, входит в штат Алагоас. Составная часть мезорегиона Сельскохозяйственный район штата Алагоас. Входит в экономико-статистический микрорегион Арапирака. Население составляет 8855 человек.